# مارویاما اوکیو
مارویاما اوکیو (به ژاپنی: 円山 応挙 Maruyama Ōkyo); ۱۲ ژوئن ۱۷۳۳ – ۳۱ اوت ۱۷۹۵ نقاش اهل ژاپن بود.